# Lake Hughes
Lake Hughes es un lugar designado por el censo ubicado en el condado de Los Ángeles en el estado estadounidense de California. En el año 2010 tenía una población de 649 habitantes.

## Geografía
Lake Hughes se encuentra ubicado en las coordenadas 34°40′57″N 118°27′7″O / 34.68250, -118.45194.